# Янчке, Тони
Тони Янчке (нем. Tony Jantschke; 7 апреля 1990, Хойерсверда, Дрезден) — немецкий футболист, правый защитник.

## Карьера
Начинал тренироваться в команде своего города, позже уехал во вторую по силе команду Дрездена — «Бореа». В 2006 году стал игроком юношеской команды «Боруссии». В 2008 году был заявлен как игрок второй команды. Провёл за вторую команду всего шесть игр и забил один гол.
В ноябре 2008 года был вызван в первую команду «Боруссии». Дебютировал в Бундеслиге 29 ноября в домашнем матче 15-го тура против «Энерги». Матч был проигран со счётом 1:3, Тони вышел на поле после первого тайма вместо Галя Альбермана. Следующий матч, состоявшийся 6 декабря, в котором «Боруссия» встречалась с «Байером», стал знаменательным для Тони и для всей команды. Хоть домашний матч и был также проигран со счётом 1:3, Тони, сыгравший полностью весь матч, сумел отличиться на 61-й минуте с передачи Марко Марина. В тот день ему было 18 лет и 243 дня, он стал третьим в списке молодых игроков, забивавших мячи за «Боруссию», уступая только Марко Вилле и Райнеру Бонхофу. Всего в своём первом сезоне провёл 4 матча и забил один мяч.
В сезоне 2009/10 Тони также был заявлен за основную команду и провёл шесть матчей в Бундеслиге. Также он поддерживал форму, выступая за вторую команду.